# Entraîneur
« Entraîneuse » redirige ici.  Pour les autres significations, voir Entraîneuse (homonymie).
Un entraîneur, au féminin entraîneuse ou entraîneure, est une personne chargée de la préparation physique, technique et mentale, d'un sportif, d'un groupe de sportifs ou d'une équipe. La plupart des entraîneurs sont eux-mêmes d'anciens sportifs. L'entraîneur gère les tactiques, les stratégies, l'entraînement physique et apporte un  soutien moral aux sportifs.
L'entraîneur est souvent assisté d'autres personnes (préparateur physique, préparateur mental, etc.) ou d'adjoints chargés d'aspect spécifiques (attaque, défense, travail vidéo...).
À côté de son entraîneur, un sportif peut avoir un agent qui gère les aspects financiers de sa carrière.